# Athalia circularis
Athalia circularis är en stekelart som först beskrevs av Johann Christoph Friedrich Klug 1815.  Athalia circularis ingår i släktet Athalia, och familjen bladsteklar. Det är osäkert om arten förekommer i Sverige.